# Cksum
cksum (abbreviazione dalla lingua inglese di checksum, somma di controllo) è un comando dei sistemi operativi Unix e Unix-like, e più in generale dei sistemi POSIX, che legge i dati da uno o più file specificati come parametri (o i dati provenienti dallo standard input), e per ciascuno di essi calcola il valore del cyclic redundancy check (CRC) dei dati e lo visualizza sullo standard output insieme alle dimensioni in byte dei dati ed al nome del file a cui si fa riferimento (se applicabile).

## Sintassi
La sintassi generale di cksum è la seguente:
```
cksum [
file1
 …]
```

I parametri facoltativi file specificano i nomi dei file da esaminare. Se non è specificato alcun nome di file viene esaminato il flusso di dati proveniente dallo standard input.

## Esempi
Calcola e visualizza il CRC dei file /bin/ls e /bin/cp:
```
$ 
cksum /bin/ls /bin/cp

3265941495 92312 /bin/ls
3904833135 69284 /bin/cp
```

Calcola e visualizza il CRC dei byte rappresentanti la stringa "Hello world" (incluso il carattere di nuova linea aggiunto dal comando echo):
```
$ 
echo "Hello world" | cksum

3083891038 12
```